# SV Vatan Spor Aschaffenburg
Der SV Vatan Spor Aschaffenburg ist ein Fußballverein aus der unterfränkischen Stadt Aschaffenburg. In der Saison 2021/22 trat der 1995 gegründete Verein erstmals in der Bayernliga Nord an. Die Vereinsfarben sind rot-weiß.

## Geschichte
Der SV Vatan Spor Aschaffenburg wurde 1995 in Aschaffenburg gegründet.
In der Spielzeit 2019–21 stieg der Verein erstmals in seiner Vereinsgeschichte aus der Landesliga Bayern (VI) in die Bayernliga Nord (V) auf. In der Saison 2021/22 beendeten sie die reguläre Saison auf Tabellenplatz 15, welcher zur Teilnahme an der Relegationsrunde zum Verbleib in der Bayernliga Nord berechtigt hat. Sie verloren dort gegen die TuS Röllbach 4:5 nach Hin- und Rückspiel und stiegen nach nur einer Saison in der Bayernliga wieder in die Landesliga ab.